# Murad III
Murad III (turco ottomano: مراد ثالث, turco: III. Murat; Magnesia, 4 luglio 1546 – Istanbul, 16 gennaio 1595) fu sultano dell'Impero ottomano dal 1574 alla sua morte.

## Biografia
Şehzade Murad nacque a Manisa il 4 luglio 1546. Era il quartogenito e primo e unico maschio del futuro sultano Selim II (1566-1574) e della sua favorita Nurbanu Sultan. Aveva tre sorelle maggiori, Şah Sultan, Gevherhan Sultan e Ismihan Sultan, e una sorella minore, Fatma Sultan, oltre a sette fratellastri minori, di cui cinque, ancora vivi al momento, che fece uccidere appena salito al trono, come richiesto dalla Legge del Fraticidio, malgrado nessuno di loro avesse più di quattro anni.
Alla morte del nonno, Solimano il Magnifico, il padre divenne il nuovo sultano e Murad divenne l'erede presunto, venendo inviato come governatore a Manisa. 

## Regno
Nel 1574, alla morte del padre, Murad salì al trono e iniziò il suo regno con l'uccisione dei suoi cinque fratelli più piccoli per strangolamento.
La sua autorità venne però minata dalle influenze dell'harem, in particolare dalle pressioni della madre e in seguito della sua sposa favorita Safiye Sultan. Durante il regno di Selim II ad assicurare la stabilità dell'impero si era adoperato l'abile e potente gran visir Mehmet Sokollu, ma questi venne assassinato nell'ottobre 1579. Il regno di Murad III fu caratterizzato dai primi segni del declino politico ed economico dell'impero ottomano, nonché da guerre contro l'Impero safavide (Guerra ottomano-safavide (1578-1590)) e l'Impero asburgico (c.d. "Lunga Guerra").

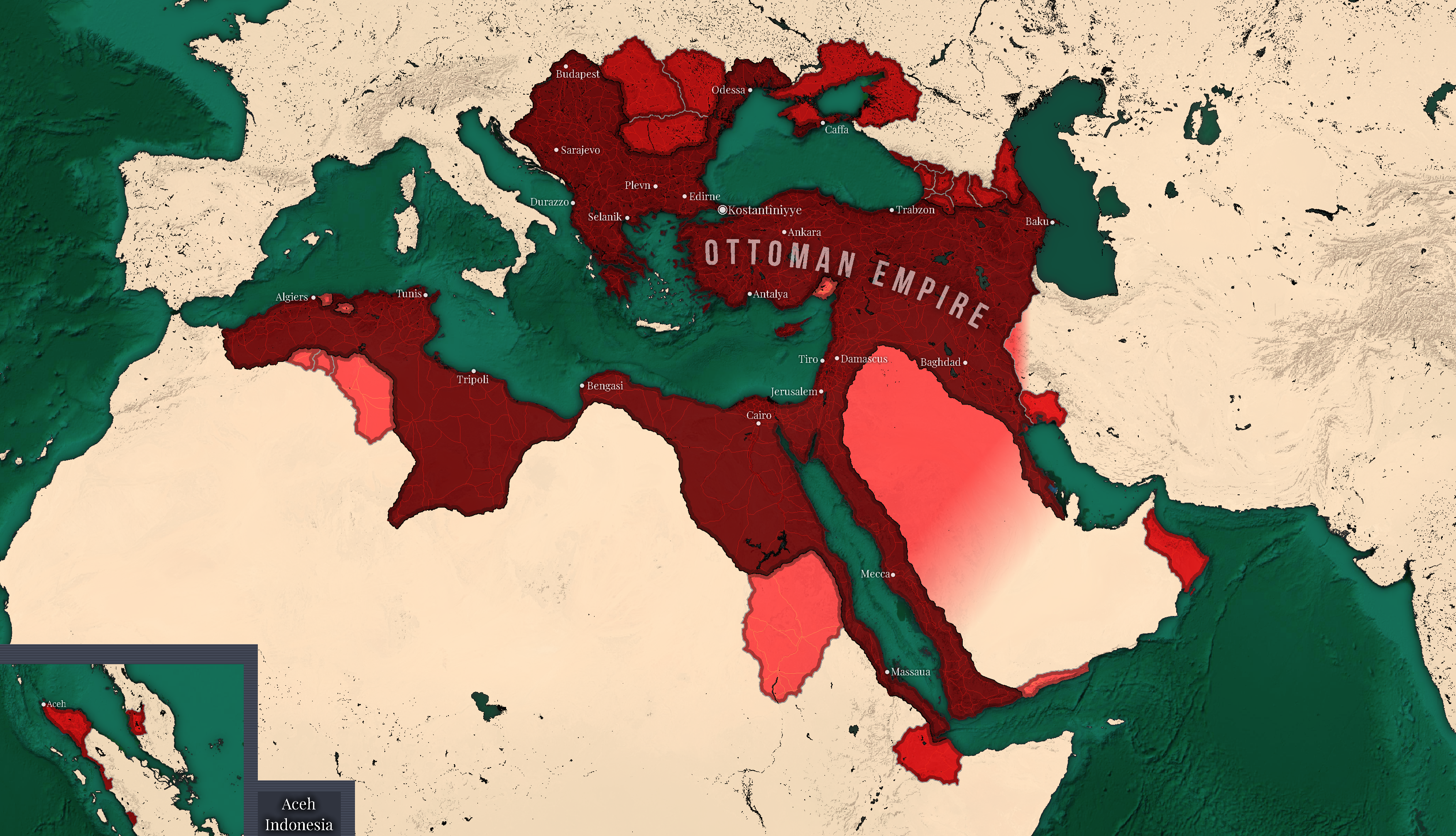
L'Impero ottomano raggiunse la sua massima estensione in Medio Oriente sotto Murad III

Il regno di Murad fu un momento di stress finanziario per lo Stato. Per stare al passo con il cambiamento delle tecniche militari, i fanti ottomani furono addestrati all'uso delle armi da fuoco, pagate direttamente dal tesoro. Nel 1580 un afflusso di argento dal Nuovo Mondo causò peraltro un'alta inflazione e tensioni sociali, soprattutto tra i giannizzeri e i funzionari governativi. 
Numerose lettere vennero scambiate tra Elisabetta I e il sultano Murad III. Nello sgomento dell'Europa cattolica, l'Inghilterra esportò stagno, piombo e munizioni nell'Impero ottomano, ed Elisabetta discusse seriamente delle operazioni militari congiunte con Murad III durante lo scoppio della guerra con la Spagna nel 1585. Questi rapporti diplomatici continuarono anche sotto Mehmed III e Safiye Sultan.

## Vita di palazzo
Seguendo l'esempio di suo padre Selim II, Murad fu il secondo sultano ottomano che non partecipò mai alle campagne militari durante il suo regno, trascorrendo interamente il suo tempo a Istanbul e, durante gli ultimi anni del suo regno, non lasciò nemmeno il Palazzo Topkapı. Per due anni consecutivi, non prese mai parte alla processione del Venerdì. Lo storico ottomano Mustafa Selaniki ha scritto che, ogni volta che Murad programmava di uscire per la preghiera del Venerdì, all’ultimo istante cambiava idea, preoccupato di presunti complotti da parte dei giannizzeri al fine di detronizzarlo una volta che egli aveva lasciato il palazzo. Proprio per questo, trascorreva la maggior parte del suo tempo in compagnia di poche persone rispettando una rigida routine, strutturata in base alle cinque preghiere quotidiane della tradizione islamica. 
Il suo stile di vita sedentario, unito alla mancanza di partecipazione alle campagne militari, gli valsero la disapprovazione di Mustafa Ali e Mustafa Selaniki, i maggiori storici ottomani che vissero durante il suo regno, le cui rappresentazioni negative di Murad influenzarono anche gli storici successivi. Entrambi lo accusarono anche di eccessi sessuali. Prima di diventare sultano, Murad era stato fedele a Safiye Sultan, la sua concubina albanese che gli aveva dato almeno due figli, Mehmed e Mahmud, e almeno due figlie, Ayse e Fatma. La sua monogamia non era però approvata dalla madre, la quale sosteneva che Murad avesse bisogno di più figli pronti a succedergli nel caso in cui egli fosse morto giovane e i figli non avessero superato l'infanzia, ma in realtà era più preoccupata dell'influenza di Safiye su suo figlio e sulla dinastia ottomana, che si opponeva alla sua. Cinque o sei anni dopo la sua ascesa al trono, a Murad vennero offerte, dalla sorella Ismihan, due concubine. Durante i tentativi volti ad avere con esse dei rapporti sessuali, il Sultano si dimostrò impotente. Nurbanu Sultan accusò Safiye e i suoi seguaci di aver causato l'impotenza di Murad utilizzando la stregoneria. Molti dei servi di Safiye furono torturati da eunuchi al fine di scoprire il colpevole. I medici di corte, lavorando agli ordini di Nurbanu, prepararono infine una cura che ebbe successo, al punto che si diffuse l'idea che egli avesse generato oltre un centinaio di figli. Diciannove di questi vennero poi uccisi da Mehmed III quando quest’ultimo divenne a sua volta Sultano.
Diffusa è anche l'idea che Murad fosse influenzato, oltre che dalla madre e dalla sorella, anche da Canfeda Hatun, da Raziye Hatun e dalla poetessa Hubbi Hatun.

### Murad e le arti
Murad mantenne un grande interesse per le arti, in particolare per le miniature e i libri. Sostenne attivamente la società dei Miniaturisti di corte, che pubblicò diversi volumi tra cui il Siyer-i Nebi, la più importante opera illustrativa sulla vita del profeta islamico Maometto, il Libro delle competenze, il Libro delle Feste e il Libro delle Vittorie. Sue erano anche le due grandi urne d’alabastro, trasportate da Pergamo, poste su due lati della navata della Basilica di Santa Sofia a Costantinopoli e una grande candela di cera rivestita di latta che lui donò al monastero di Rila, in Bulgaria, ed è attualmente in mostra nel museo del convento. A Magnesia fece edificare da Mimar Sinan la moschea che porta il suo nome.

## Famiglia
Si ritiene che Murad ebbe Safiye Sultan come unica concubina per circa quindici anni. Tuttavia, Safiye era avversata dalla madre di Murad, Nurbanu Sultan, e dalla sorella, Ismihan Sultan, le quali, oltre a contenderle l'influenza sul Sultano, erano preoccupate per il futuro della dinastia che in quel momento contava un unico erede, in quanto solo uno fra i figli maschi di Murad e Safiye, Mehmed, a sua volta ancora senza figli, era sopravvissuto. Nel 1580 Nurbanu e Ismihan riuscirono a convincere Murad a esiliare Safiye nel Palazzo Vecchio, accusandola di aver reso impotente il sultano con un sortilegio dopo che questi non era riuscito o non aveva voluto consumare un rapporto sessuale con due concubine ricevute dalla sorella. Dopo l'esilio di Safiye, revocato solo dopo la morte di Nurbanu nel dicembre 1583, Murad, per smentire la voce, prese un enorme numero di concubine e genero più di cinquanta figli noti, anche se secondo le fonti il numero totale potrebbe superare il centinaio. 

### Consorti
Le consorti note di Murad sono:
- Safiye Sultan[8], Haseki Sultan e madre del suo successore.
- Şemsiruhsar Hatun[8], madre di Rukiye Sultan. Commissionò delle letture coraniche nella Moschea del Profeta a Medina. Morì prima del 1623.
- Mihriban Hatun[9];
- Şahıhuban Hatun[10], fece costruire una scuola a Fatih, dov'è sepolta;
- Nazperver Hatun[8], commissionò una moschea a Eyüp;
- Fakriye Hatun[9]
- Zerefşan Hatun
- Una concubina che morì di parto nell'agosto 1591, insieme al figlio;
- Quindici concubine incinte nel 1595. Per ordine di Mehmed III, furono chiuse in sacchi e affogate nel mar di Marmara;
- Concubina sedotta e messa incinta da Mehmed III quando era principe. L'atto era una violazione delle regole dell'harem e la ragazza fu fatta annegare da Nurbanu Sultan per proteggere il nipote.

Dopo la morte di Murad III molte delle sue concubine rimaste senza figli con l'ascesa al trono di Mehmed III furono fatte risposare, insieme a quelle che non avevano mai dato figli al sultano, per lo più con funzionari di palazzo, come guardiani delle porte, ufficiali di cavalleria (bölük halkı) e sergenti (çavus). 

### Figli
Murad III ebbe almeno ventisette figli noti.
Alla sua morte nel 1595 Mehmed III, suo primogenito e nuovo sultano, fece giustiziare i 19 fratellastri ancora in vita e annegare sette concubine incinte, adempiendo alla Legge del Fraticidio. 
I figli noti di Murad III sono:
- Mehmed III (Manisa, 16 o 26 maggio 1566 - Costantinopoli, 21 o 22 dicembre 1603. Sepolto nel mausoleo Mehmed III nella moschea Hagia Sofia) - figlio di Safiye Sultan, successe al padre come sultano ottomano.
- Şehzade Selim (Manisa, 1567 - 25 maggio 1577) - figlio di Safiye Sultan, morto durante l'infanzia.
- Şehzade Mahmud (Manisa, 1568 - 1580 o prima. Sepolto nel mausoleo Selim II nella moschea Hagia Sofia) - figlio di Safiye Sultan.
- Şehzade Fülan (Costantinopoli, giugno 1582 - Costantinopoli, giugno 1582. Sepolto nel mausoleo Murad III nella moschea Hagia Sofia). Nato morto.
- Şehzade Cihangir (Costantinopoli, febbraio 1585 - Costantinopoli, agosto 1585. Sepolto nel mausoleo Murad III nella moschea Hagia Sofia). Gemello di Şehzade Süleyman.
- Şehzade Süleyman (Costantinopoli, febbraio 1585 - Costantinopoli, 1585. Sepolto nel mausoleo Murad III nella moschea Hagia Sofia). Gemello di Şehzade Cihangir.
- Şehzade Abdullah (Costantinopoli, 1585 - Costantinopoli, 28 gennaio 1595. Sepolto nel mausoleo Murad III nella moschea Hagia Sofia). Giustiziato da Mehmed III.
- Şehzade Mustafa (Costantinopoli, 1585 - Costantinopoli, 28 gennaio 1595. Sepolto nel mausoleo Murad III nella moschea Hagia Sofia). Protetto da Canfeda Hatun, che tentò di metterlo sul trono alla morte di Murad. Giustiziato da Mehmed III.
- Şehzade Abdurrahman (Costantinopoli, 1585 - Costantinopoli, 28 gennaio 1595. Sepolto nel mausoleo Murad III nella moschea Hagia Sofia). Giustiziato da Mehmed III.
- Şehzade Bayezid (Costantinopoli, 1586 - Costantinopoli, 28 gennaio 1595. Sepolto nel mausoleo Murad III nella moschea Hagia Sofia). Giustiziato da Mehmed III.
- Şehzade Hasan (Costantinopoli, 1586 - Costantinopoli, 28 gennaio 1595. Sepolto nel mausoleo Murad III nella moschea Hagia Sofia). Giustiziato da Mehmed III.
- Şehzade Cihangir (Costantinopoli, 1587 - Costantinopoli, 28 gennaio 1595. Sepolto nel mausoleo Murad III nella moschea Hagia Sofia). Giustiziato da Mehmed III.
- Şehzade Yakub (Costantinopoli, 1587 - Costantinopoli, 28 gennaio 1595. Sepolto nel mausoleo Murad III nella moschea Hagia Sofia). Giustiziato da Mehmed III.
- Şehzade Ahmed (Costantinopoli, ? - Costantinopoli, prima del 1595. Sepolto nel mausoleo Murad III nella moschea Hagia Sofia).
- Şehzade Fülan (agosto 1591, nato morto);
- Şehzade Alaeddin (Costantinopoli, ? - Costantinopoli, 28 gennaio 1595. Sepolto nel mausoleo Murad III nella moschea Hagia Sofia). Giustiziato da Mehmed III.
- Şehzade Davud (Costantinopoli, ? - Costantinopoli, 28 gennaio 1595. Sepolto nel mausoleo Murad III nella moschea Hagia Sofia). Giustiziato da Mehmed III.
- Şehzade Alemşah (Costantinopoli, ? - Costantinopoli, 28 gennaio 1595. Sepolto nel mausoleo Murad III nella moschea Hagia Sofia). Giustiziato da Mehmed III.
- Şehzade Ali (Costantinopoli, ? - Costantinopoli, 28 gennaio 1595. Sepolto nel mausoleo Murad III nella moschea Hagia Sofia). Giustiziato da Mehmed III.
- Şehzade Hüseyn (Costantinopoli, ? - Costantinopoli, 28 gennaio 1595. Sepolto nel mausoleo Murad III nella moschea Hagia Sofia). Giustiziato da Mehmed III.
- Şehzade Ishak (Costantinopoli, ? - Costantinopoli, 28 gennaio 1595. Sepolto nel mausoleo Murad III nella moschea Hagia Sofia). Giustiziato da Mehmed III.
- Şehzade Murad (Costantinopoli, ? - Costantinopoli, 28 gennaio 1595. Sepolto nel mausoleo Murad III nella moschea Hagia Sofia). Giustiziato da Mehmed III.
- Şehzade Osman (Costantinopoli, ? - Costantinopoli, 28 gennaio 1595. Sepolto nel mausoleo Murad III nella moschea Hagia Sofia). Giustiziato da Mehmed III.
- Şehzade Yusuf (Costantinopoli, ? - Costantinopoli, 28 gennaio 1595. Sepolto nel mausoleo Murad III nella moschea Hagia Sofia). Giustiziato da Mehmed III.
- Şehzade Korkud (Costantinopoli, ? - Costantinopoli, 28 gennaio 1595. Sepolto nel mausoleo Murad III nella moschea Hagia Sofia). Giustiziato da Mehmed III.
- Şehzade Ömer (Costantinopoli, ? - Costantinopoli, 28 gennaio 1595. Sepolto nel mausoleo Murad III nella moschea Hagia Sofia). Giustiziato da Mehmed III.
- Şehzade Selim (Costantinopoli, ? - Costantinopoli, 28 gennaio 1595. Sepolto nel mausoleo Murad III nella moschea Hagia Sofia). Giustiziato da Mehmed III.

Oltre a questi, un millantatore europeo, Alessandro del Montenegro, dichiarò di essere il figlio perduto di Murad III e Safiye Sultan, presentandosi con il nome di Şehzade Yahya e reclamando il trono per questo. Le sue affermazioni non furono mai provate e appaiono a dir poco dubbie.

### Figlie
Al momento della sua morte Murad III aveva almeno trenta figlie in vita, anche se solo di alcune è noto il nome. Diciannove di loro morirono in un'epidemia di peste o vaiolo nel 1598. È ignoto se e quante figlie morte prima di lui possa aver avuto. 
Le figlie note di Mehmed III sono:
- Hümaşah Sultan (Manisa, 1564? - Costantinopoli, 1648. Sepolta nel mausoleo Murad III nella moschea Hagia Sofia) - figlia di Safiye Sultan. Chiamata anche Hüma Sultan. Sposò Nişar Mustafazade Mehmed Pascià nel 1582 e rimase vedova nel 1586. Potrebbe aver sposato Serdar Ferhad Pascià nel 1592. Rimase vedova nel 1595. Si sposò infine nel 1605 con Nakkaş Hasan Pasha (morto nel 1622).[12]
- Ayşe Sultan (Manisa, c. 1565 - Costantinopoli, 15 maggio 1605. Sepolta nel mausoleo Murad III nella moschea Hagia Sofia) - figlia di Safiye Sultan. Sposò in prime nozze Ibrāhīm Pascià[13], in seconde nozze Yemişçi Hasan Pascià e in terze nozze Güzelce Mahmud Pascià[14][8].
- Fatma Sultan (Manisa, 1573 - Costantinopoli, 1620. Sepolta nel mausoleo Murad III nella moschea Hagia Sofia) - figlia di Safiye Sultan. Sposò in prime nozze Halil Pascià[13][8], in seconde nozze Cafer Pascià, in terze nozze Hızır Pascià[14] e in quarte nozze Murad Pascià.
- Mihrimah Sultan (Costantinopoli, 1578/1579?  - Costantinopoli, dopo il 1625; sepolta nel mausoleo Murad III nella moschea Hagia Sofia) - possibile figlia di Safiye Sultan. Si sposò almeno tre volte[15].
- Fahriye Sultan (Costantinopoli, ? - Costantinopoli, 1656. Sepolta nel mausoleo Murad III nella moschea Hagia Sofia) - possibile figlia di Safiye Sultan, nata dopo il rientro di sua madre dall'esilio a Palazzo Vecchio nel 1584. Chiamata anche Fahri Sultan. Nel 1604 sposò Cuhadar Ahmed Pasha, governor di Mosul, e rimase vedova nel 1618. Nel 1618 sposò Sofu Bayram Pascià, governatore della Bosnia, e rimase vedova nel 1632. Sposò infine con Deli Dilaver Pasha. Non ebbe figli noti. Riceveva uno stipendio di 430 aspri al giorno. In un'occasione, si rivolse al gran visir per protestare contro l'ambasciata di Ragusa, che aveva trascurato di offrirle doni come al solito e si rifiutava di rimediare.
- Rukiye Sultan[8] (Costantinopoli, ? - Costantinopoli, ?. Sepolta nel mausoleo Murad III nella moschea Hagia Sofia) - figlia di Şemsiruhsar Hatun.[13][14][16].
- Hatice Sultan (Costantinopoli, 1583 - Costantinopoli,1648 , sepolta nella Moschea Şehzade). Sposò Sokolluzade Lala Mehmed Pasha nel 1598 ed ebbe due figli e una figlia. Dopo essere rimasta vedova, sposò Gürşci Mehmed Pasha di Kefe, governatore della Bosnia.
- Mihriban Sultan (Costantinopoli, ? - Costantinopoli, ?. Sepolta nel mausoleo Murad III nella moschea Hagia Sofia). Si sposò nel 1613.
- Fethiye Sultan (Costantinopoli, ? - Costantinopoli, ?. Sepolta nel mausoleo Murad III nella moschea Hagia Sofia).
- Beyhan Sultan (morta nel 1648), nel 1613 sposò il visir Kurşuncuzade Mustafa Pasha;
- Sehime Sultan (? - ?), nel 1613 sposò Topal Mehmed Pasha, ex Kapucıbaşı;
- Una figlia sposata con Davud Pasha;
- Una figlia sposò nel 1613 Kücük Mirahur Mehmed Agha;
- Una figlia sposò nel 1613 Mirahur-i Evvel Muslu Agha;
- Una figlia sposò nel 1613 Bostancıbaşı Hasan Agha;
- Una figlia sposò nel 1613 Cığalazade Mehmed Bey (figlio di Scipione Cicala e Safiye Hanimsultan);
- Diciannove figlie morte di peste nel 1598;
- Una figlia morta infante il 29 luglio 1585.

## Morte
Murad morì per cause naturali nel Palazzo Topkapı e fu sepolto nella Basilica di Santa Sofia a Istanbul.